# Christiane Libor
Christiane Libor (* in Berlin) ist eine deutsche Lied-, Konzert- und Opernsängerin der Stimmlage Dramatischer Sopran. Sie ist Professorin für Gesang an der Hochschule für Musik Karlsruhe.

## Leben und künstlerisches Wirken
Ihr Gesangsstudium (Oper und Lied) absolvierte Christiane Libor an der Hochschule für Musik „Hanns Eisler“ Berlin bei Anneliese Fried. Sie wurde von Dietrich Fischer-Dieskau, Júlia Várady und Brigitte Fassbaender unterrichtet und nahm an Meisterkursen bei Edith Mathis, Peter Schreier, Hans Hotter und Josef Protschka teil. 1999 debütierte sie als Erste Dame in der Zauberflöte an der Nationale Reisopera in Enschede und als Agathe im Freischütz. 2002 debütierte Christiane Libor an der Hamburgischen Staatsoper als Erste Dame in der Zauberflöte und sang dort in den folgenden Jahren Partien wie die Feldmarschallin im Rosenkavalier oder die Rosalinde in der Fledermaus. In den darauffolgenden Jahren sang sie neben den großen Partien des Wagnerfachs Partien von Richard Strauss, Carl Maria von Weber sowie die Leonore in Beethovens Fidelio. Engagements führten sie dabei an Opernhäuser wie die Staatsoper Hannover, das Staatstheater Nürnberg, die Oper Graz, die Staatsoper Unter den Linden, das Opernhaus Zürich, die Volksoper Wien, das Badische Staatstheater Karlsruhe, die Opéra National de Paris, die Oper Leipzig, das Staatstheater Stuttgart sowie das Theater an der Wien. 
An der Oper Leipzig sang sie alle Brünnhilde-Partien in Richard Wagners Tetralogie Der Ring des Nibelungen unter der Leitung von GMD Ulf Schirmer sowie bei den Tiroler Festspielen Erl unter der Leitung von Erik Nielsen.
Im Februar 2018 gab sie am Staatstheater Stuttgart ihr Debüt als Kundry in Parsifal unter dem Dirigat von Sylvain Cambreling.
Neben ihrer Bühnenpräsenz ist Christiane Libor als Lied- und Konzertsängerin tätig. Auftritte führten sie zur Schubertiade Feldkirch, zu den Richard-Strauss-Festspielen Garmisch-Partenkirchen, nach Spanien, Portugal, Estland, Österreich, Niederlande, Italien, Israel, Südamerika, Südafrika usw. Sie konzertierte mit den großen Orchestern der Zeit unter Dirigenten/Dirigentinnen wie beispielsweise Jörg Faerber, Helmuth Rilling, Markus Stenz, Gustavo Dudamel, Marc Minkowski, Omer Meir Wellber,  Kurt Masur, Jaap van Zweden, Simone Young, Ingo Metzmacher, Frieder Bernius und Christoph Prick.
Seit 2011 ist Christiane Libor Professorin an der Hochschule für Musik Karlsruhe. Inzwischen singen ihre Schüler an national und international renommierten Opernhäusern wie z. B. der Mailänder Scala, der Deutschen Oper Berlin, der Semperoper Dresden, der Staatsoper Berlin, dem Staatstheater Stuttgart oder dem Nationaltheater Mannheim.

## Rollenrepertoire (Auswahl)
- Donna Anna in Don Giovanni
- Konstanze in Die Entführung aus dem Serail
- Gräfin in Le nozze di Figaro
- Pamina/1. Dame in Die Zauberflöte
- Leonore in Fidelio
- Agathe in Der Freischütz
- Eglantine von Puiset in Euryanthe
- Isabella in Das Liebesverbot
- Ada in Die Feen
- Irene in Rienzi
- Senta in Der Fliegende Holländer
- Elisabeth in Tannhäuser und der Sängerkrieg auf Wartburg
- Venus in Tannhäuser und der Sängerkrieg auf Wartburg
- Sieglinde in Die Walküre
- Brünnhilde in Der Ring des Nibelungen
- Isolde in Tristan und Isolde
- Eva in Die Meistersinger von Nürnberg
- Kundry in Parsifal
- Rosalinde in Die Fledermaus
- Jenufa in Jenufa
- Feldmarschallin in Der Rosenkavalier
- Ariadne in Ariadne auf Naxos
- Gräfin in Capriccio
- Martha in Der Evangelimann

## Auszeichnungen
- 1996/1997 Preis der Akademie der Künste Berlin
- 1998 O.E. Hasse-Preis
- 1999 Preisträgerin des Internationalen Mozartwettbewerbs in Salzburg